# Марченко, Анатолий Тимофеевич
Анато́лий Тимофе́евич Ма́рченко (1922—2009) — советский и российский военный деятель, полковник запаса, писатель-прозаик. Печатался с 1946 года. Член Союза писателей СССР (1973) и Союза журналистов.

## Биография
Родился 1 октября 1922 года в Майкопе в семье служащих: отец — Тимофей Евлампиевич (1888—1964), мать — Мария Петровна (1893—1980).
В 1940 году окончил среднюю школу имени Максима Горького в Нальчике; в 1942 году — Днепропетровское артиллерийское Краснознамённое училище в Томске; в 1956 году — филологический факультет Калининградского государственного пединститута (заочно).
Находился на военной службе в 1940—1986 годах. Состоял членом ВКП(б)/КПСС в 1943—1991 годах. Участник Великой Отечественной войны, окончание которой встретил под Берлином.
После демобилизации поселился в посёлке Докшукино Урванского района Кабардино-Балкарской АССР (ныне — город Нарткала). Работал в редакции местной районной газеты в качестве ответственного секретаря. В начале 1950-х годов вновь был призван на действительную военную службу, направлен в ряды войск МВД СССР, где до 1959 года служил старшим инструктором пропаганды политотдела Калининградского пограничного военного училища МВД СССР-КГБ при Совете Министров СССР. Одновременно на правах военкора сотрудничал с ежедневной газетой «Калининградская правда».
В 1959 году А. Т. Марченко был переведён в Политическое управление Пограничных войск в Москву. Через год был назначен заместителем главного редактора журнала «Пограничник», где прослужил 26 лет, из них 14 — в должности главного редактора. Продолжал писать до конца жизни.
Автор популярных романов о разведчиках.
Умер 13 марта 2009 года. Похоронен на Перепечинском кладбище.

## Награды
- Награждён многими государственными и ведомственными наградами, среди которых ордена Отечественной войны 2-й степени, Красной Звезды и «За службу Родине в Вооружённых Силах СССР» 3-й степени, а также медалями, в том числе «За боевые заслуги», «За отличие в охране государственной границы СССР», «За победу над Германией в Великой Отечественной войне 1941—1945 гг.».
- Лауреат ряда литературных премий в числе которых имени Александра Фадеева, Комитета государственной безопасности и диплома Министерства обороны СССР.
- Почётный сотрудник госбезопасности.[2]

## Семья
Жена — Евгения Степановна (род. 1922) (бывшая жена Юлия Трофимовна). Их дети:
- дочери Наталья (род. 1950) и Евгения (род. 1962);
- сын Вячеслав (род. 1944), полковник, служил в пограничных войсках, работал в Российской Таможенной академии, кандидат исторических наук.